# Metiltransferază

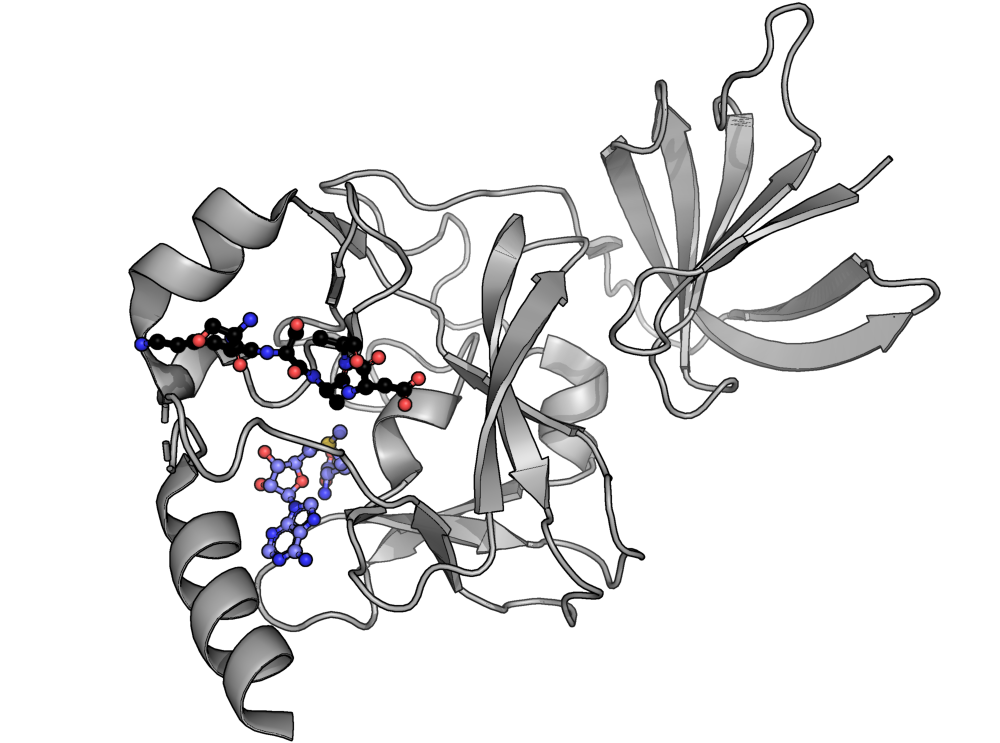
SET7/9 este o histon-metiltransferază

Metiltransferazele sunt enzime din clasa transferazelor care catalizează procesele biochimice de metilare. Cele mai comune sunt cele de clasa I, conținând un situs de legare pentru S-adenozil metionină (SAM). Cele de clasa II conțin domeniu SET, iar cele de clasa III sunt enzime asociate cu membranele.

## Exemple
Exemple includ:
- Catecol-O-metiltransferază
- ADN metiltransferază
- Histon metiltransferază
- 5-Metiltetrahidrofolat-homocistein metiltransferază
- O-metiltransferază
- Metionin sintetază